# Спас Тричков
Спас Тричков е български икономист и представител на пиротската емиграция в България.

## Биография
Роден е през 1855 г. в град Пирот, тогава в границите на Османската империя. По силата на Берлинския договор градът и околностите му са предадени на Княжество Сърбия. Това предизвиква миграция на жители на Пирот в посока на току-що възстановената българска държава. Сред преселниците в София е и семейството на Спас Тричков. След като се установява там трайно, Тричков заема последователно различни високи постове в държавните институции на свободна България. Работи като главен ковчежник в министерството на финансите, и два пъти като съветник при Върховната сметна палата, назначен от декември 1899 г., отново от април 1915 г. и др.

### Родът Тричкови в България
От брака си с Цветана Хитева от Карлово има две деца. Синът им Борис Тричков е роден в София 1877 г., жени се за софиянката Рада Миронова, и е хирург-гинеколог. Дъщерята на Спас Тричков – Невена, сключва брак с арх. Пенчо Койчев. Ражда им се син Борис, който също като вуйчо си е лекар, професор по биохимия, и е основател на Катедрата по биохимия към Медицинската академия.

### Пирот отново предаден на Сърбия
Спас Тричков, отбелязан като Spasse Tritchkoff, conseiller à la Haute Cour des Comptes à Sofia, и други видни представители на пиротската бежанска общност в България се подписват под подробен Адрес-плебисцит на френски език. Документът от 1919 г. прави историческа справка за миналото на Пирот със стастически данни и чуждестранни свидетелства за народностния характер на пиротчани, като отправя призив до тогавашния президент на САЩ и правителствата на държавите от Антантата да не допускат повторното включване на Пиротско в състава на сръбската държава.
Умира през 1934 г. Погребан е в Парцел 29 на Централните софийски гробища.